# Phyllomedusa bahiana
Phyllomedusa bahiana är en groddjursart som beskrevs av Lutz 1925. Phyllomedusa bahiana ingår i släktet Phyllomedusa och familjen lövgrodor. IUCN kategoriserar arten globalt som otillräckligt studerad. Inga underarter finns listade i Catalogue of Life.